# 북상주로
북상주로(Buksangju-ro)는 경상북도 상주시 북문동에서 상주시 이안면 잇는 경상북도의 도로이다. 

## 주요 경유지
경상북도
- 상주시 (북문동 - 사벌국면 - 공검면 - 이안면)

## 노선
| 이름          | 접속 노선               | 소재지 | 소재지   | 비고 |
| ------------- | ----------------------- | ------ | -------- | ---- |
| (이름없음)    | 상산로                  | 상주시 | 북문동   |      |
| 만산삼거리    | 국도 제3호선 (경상대로) | 상주시 | 북문동   |      |
| 죽전 교차로   | 국도 제3호선 (경상대로) | 상주시 | 북문동   |      |
| 세천교        |                         | 상주시 | 사벌국면 |      |
| (이름없음)    | 상풍로                  | 상주시 | 사벌국면 |      |
| 원흥 교차로   | 국도 제3호선 (경상대로) | 상주시 | 사벌국면 |      |
| 백원 교차로   | 국도 제3호선 (경상대로) | 상주시 | 사벌국면 |      |
| 연봉 교차로   | 국도 제3호선 (경상대로) | 상주시 | 사벌국면 |      |
| 공검육교      |                         | 상주시 | 공검면   |      |
| 화동 교차로   | 국도 제3호선 (경상대로) | 상주시 | 공검면   |      |
| 토파이고개    |                         | 상주시 | 공검면   |      |
| (이름없음)    | 함창로                  | 상주시 | 이안면   |      |
| 함창로와 직결 |                         |        |          |      |

## 주요 건물 및 시설
- S-OIL 제이엠9주유소 (북상주로 3/만산동 227-6)
- 상주시민운동장 (북상주로 24-7/계산동 474-1)
- 현대자동차 블루핸즈 상주현대서비스 (북상주로 102/죽전동 645-8)
- 진주 강씨 사마공파 춘경재 (북상주로 253/부원동 152-1)
- HD현대오일뱅크 남이주유소 (북상주로 331/부원동 114)
- SK에너지 신흥주유소 (북상주로 427/남적동 1)
- 관동마을회관 (북상주로 611/관동리 141-4)
- 연봉2리마을회관 (북상주로 857/연봉리 493)